# Minuartie à feuilles de Mélèze
Minuartia laricifolia
Espèce
Classification phylogénétique
La Minuartie à feuilles de Mélèze (Minuartia laricifolia ou Cherleria laricifolia) est une espèce de plantes herbacées vivaces du genre Minuartia et de la famille des Caryophyllacées.

## Description

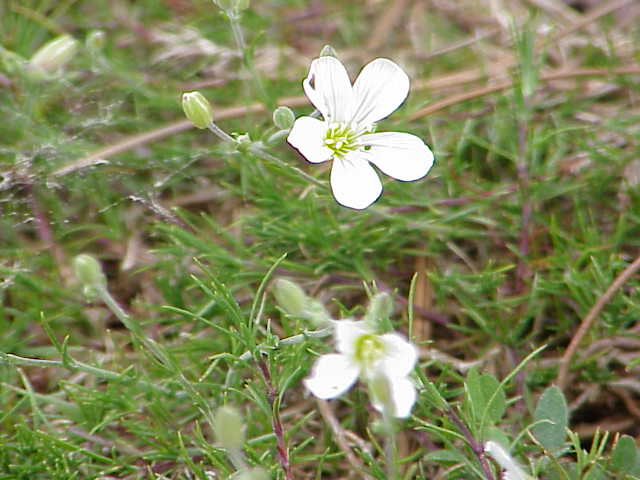
Minuartie à feuilles de Mélèze

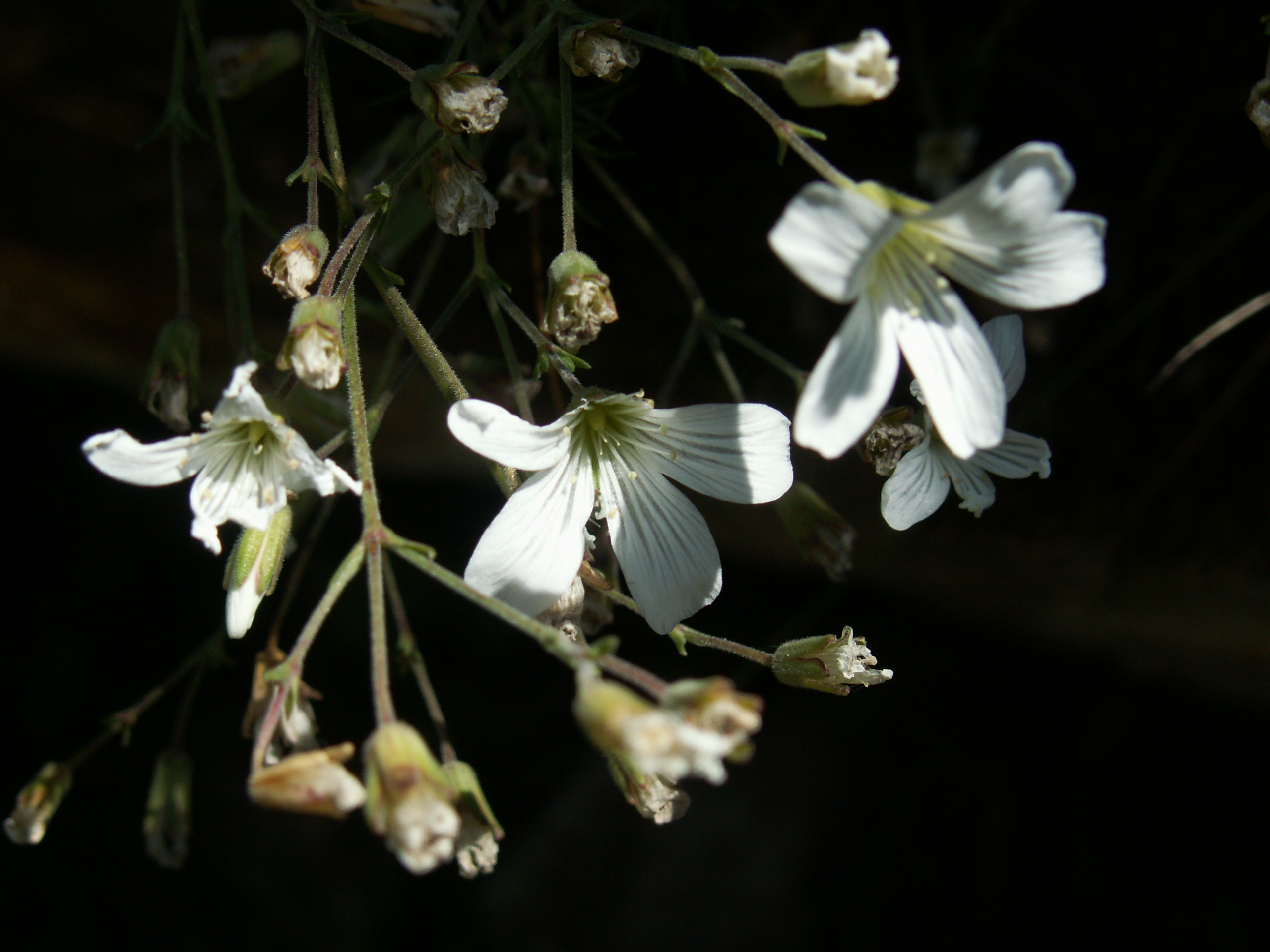
Minuartie à feuilles de Mélèze